# Ахштеттен
Ахштеттен (нім. Achstetten) — громада в Німеччині, знаходиться в землі Баден-Вюртемберг. Підпорядковується адміністративному округу Тюбінген. Входить до складу району Біберах.
Площа — 23,38 км2. Населення становить 5020 ос. (станом на 31 грудня 2020).